# Majurakši
Majurakši nebo Mor (anglicky Mayurakshi River nebo Mor River) je řeka ve státě Západní Bengálsko v Indii. Je 250 km dlouhá.

## Průběh toku
Pramení na vysočině Radžmahal a ústí zprava do ramene delty Gangy zvaného Hugli.

## Využití
Na řece se nachází velký hydrouzel, který zahrnuje hráz, přehradní nádrž a systém zavlažovacích kanálů o celkové délce 1 500 km.